# Mucambo
Mucambo est une municipalité brésilienne de l’État du Ceará. En 2010, elle compte 14 146 habitants.

## Source
- (pt) Cet article est partiellement ou en totalité issu de l’article de Wikipédia en portugais intitulé « Mucambo (Ceará) » (voir la liste des auteurs).